# Myotis sowerbyi
Myotis sowerbyi — вид рукокрилих ссавців з родини лиликових.

## Таксономічна примітка
Таксон відділено від M. siligorensis. 

## Поширення
Країни проживання: Китай.